# Korfu
Korfu (neugriechisch Κέρκυρα Kérkyra [⁠ˈkʲɛrkʲira⁠] (f. sg.); altgriechisch Κόρκυρα Kórkyra) ist mit einer Fläche von rund 585 Quadratkilometern die zweitgrößte der Ionischen Inseln und die siebtgrößte Griechenlands. Sie liegt, getrennt durch die Straße von Korfu, vor der bis zwei Kilometer nahen albanischen Küste. Die Apenninhalbinsel im Westen ist knapp hundert Kilometer entfernt. Korfu wird wegen seiner Vegetation auch „die grüne Insel“ genannt und zählt zu den wohlhabendsten Regionen Griechenlands.
Die Insel und das sie umgebende Gebiet ist in drei Gemeinden untergliedert, der auch die Diapontischen Inseln als Gemeindebezirke angehören. Diese Gemeinden und die Gemeinde Paxi bilden zusammen den Regionalbezirk Kerkyra, der bis zur Umsetzung des Kallikratis-Programms den Status einer Präfektur innehatte. Hauptort ist die gleichnamige Stadt Korfu (Kerkyra). Die mehr als 100.000 Inselbewohner werden auch Korfioten genannt.

## Geographie

### Lage, Gliederung
Korfu erstreckt sich über rund 60 Kilometer Länge vor der albanischen und griechischen Westküste im Ionischen Meer, rund 75 Kilometer südöstlich der Straße von Otranto. Die engste Stelle der Straße von Korfu zwischen dem Nordosten der Insel und dem albanischen Festland ist rund zwei Kilometer breit (westlich von Ksamil).
Die Insel ist von Hügel- und Bergland geprägt, zwei Höhenzüge gliedern die Insel: im Norden die Kette des Pantokrator (bis 911 m Seehöhe) und in der Mitte der Agii Deka mit 576 m Höhe.

### Geologie

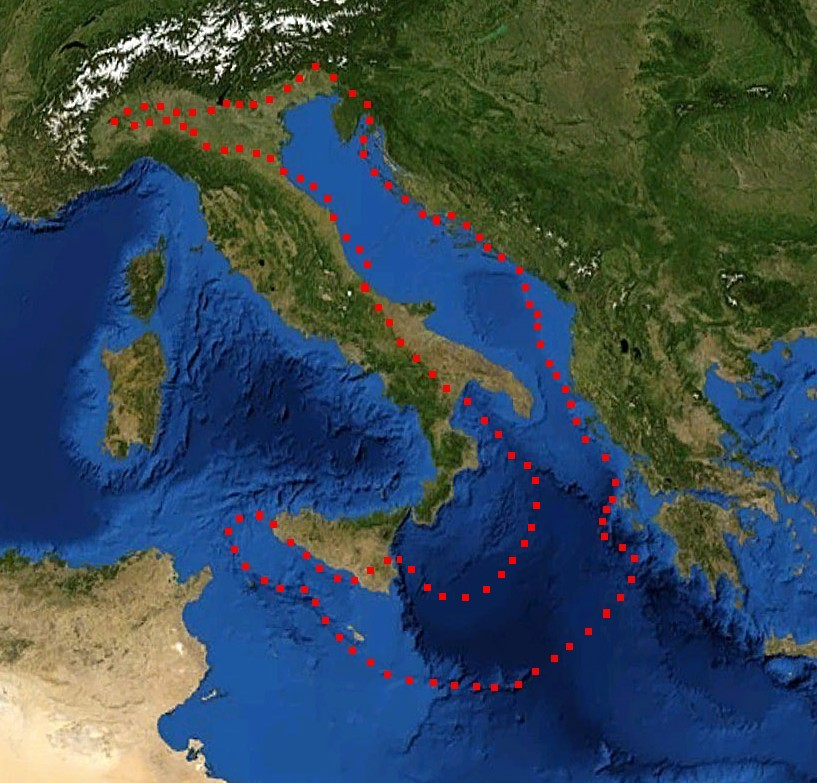
Ungefährter Grenzverlauf der Apulischen Platte

Korfu gehört zum äußersten Osten der Apulischen Platte, die mit der Adriatischen Platte einen spornartig nach Norden ragenden Teil ausbildete. Diese Platte umfasst im Norden einen erheblichen Teil Oberitaliens einschließlich der Adria, einen Teil der Alpen, dann im Osten den Westteil des Dinarischen Gebirges, und sie ragt weit in das Mittelmeer über das Gebiet zwischen Sizilien und Peloponnes hinaus. Die Kollision dieses kleinen Kontinents mit dem Kontinent Eurasien führte zur Bildung der Alpen, des Apennin und der Dinariden. Durch die Schließung der Tethys, eines Ozeans, wurde die Apulische Platte im Tertiär zum Teil auf den Rand der Eurasischen Platte überschoben (Alpen), zum Teil unter sie subduziert (Dinariden). Diese letztere Subduktion unter die Eurasische Platte begann vor 100 bis 120 Millionen Jahren, verunklärt durch Seiten- und Rücküberschiebungen. Insgesamt wurde ein Großteil des ehemaligen Kontinents „Groß Adria“ bis 1500 km tief unter die Erdkruste subduziert. Dabei bildet sie im Apennin und in den Dinariden die untere Platte. Korfu befindet sich jenseits ihres Ostrands, gehört also zur oberen Platte.

### Klimatabelle
Die klimatischen Veränderungen der letzten Jahrzehnte betreffen auch Korfu, allerdings wird die Gefährdung durch Starkregenereignisse, zumindest für die Inselhauptstadt, als vergleichsweise niedrig eingeschätzt.
|                       | Jan  | Feb  | Mär  | Apr  | Mai  | Jun  | Jul  | Aug  | Sep  | Okt  | Nov  | Dez  |   |      |
| Mittl. Tagesmax. (°C) | 13,9 | 14,2 | 16,2 | 19,2 | 23,8 | 27,9 | 30,9 | 31,1 | 27,8 | 23,2 | 18,8 | 15,4 | ⌀ | 21,9 |
| Mittl. Tagesmin. (°C) | 5,1  | 5,7  | 6,8  | 9,3  | 12,9 | 16,4 | 18,3 | 18,6 | 16,5 | 13,4 | 9,8  | 6,7  | ⌀ | 11,7 |
|                       |      |      |      |      |      |      |      |      |      |      |      |      |   |      |
| Niederschlag (mm)     | 132  | 136  | 98   | 62   | 36   | 14   | 7    | 18   | 75   | 148  | 181  | 180  | Σ | 1087 |
|                       |      |      |      |      |      |      |      |      |      |      |      |      |   |      |
| Sonnenstunden (h/d)   | 3,8  | 4,1  | 5,2  | 6,9  | 8,9  | 10,8 | 11,8 | 10,7 | 8,6  | 6,1  | 4,5  | 3,6  | ⌀ | 7,1  |
|                       |      |      |      |      |      |      |      |      |      |      |      |      |   |      |
| Regentage (d)         | 11   | 11   | 9    | 7    | 4    | 2    | 1    | 2    | 4    | 8    | 11   | 13   | Σ | 83   |
|                       |      |      |      |      |      |      |      |      |      |      |      |      |   |      |
| Wassertemperatur (°C) | 14   | 14   | 14   | 16   | 18   | 21   | 23   | 24   | 23   | 21   | 18   | 16   | ⌀ | 18,5 |
|                       |      |      |      |      |      |      |      |      |      |      |      |      |   |      |
| Luftfeuchtigkeit (%)  | 79   | 76   | 77   | 76   | 75   | 70   | 66   | 68   | 74   | 78   | 80   | 80   | ⌀ | 74,9 |

| 5,1 |

| 5,7 |

| 6,8 |

| 9,3 |

| 12,9 |

| 16,4 |

| 18,3 |

| 18,6 |

| 16,5 |

| 13,4 |

| 9,8 |

| 6,7 |

| 5,1 |

| 5,7 |

| 6,8 |

| 9,3 |

| 12,9 |

| 16,4 |

| 18,3 |

| 18,6 |

| 16,5 |

| 13,4 |

| 9,8 |

| 6,7 |

### Flora und Fauna
Korfu hat ein Mikroklima, welches das Wachstum von Wildblumen begünstigt. Es gibt 36 Orchideenarten auf der Insel. Etwa vier Prozent der Tier- und Pflanzenarten Korfus sind endemisch.
Neben dem Verschwinden von Habitaten gelten invasive Arten als zweitgrößte Gefahr für die jeweilige lokale Fauna (und Flora). Als invasive Arten tauchten auf Korfu besonders Nutria, Waschbär, der sibirische Burunduk sowie die Nordamerikanische Buchstaben-Schmuckschildkröte auf, beobachtet wurden aber auch das Indische Weißschwanz-Stachelschwein, der Schleuderschwanz (eine Agamenart), die Mauereidechse sowie der Mauergecko. Aus Gründen der Jagd wurden darüber hinaus im 20. Jahrhundert Fasan und Chukarhuhn ausgesetzt.
Die Feucht- und Lagunengebiete im Südwesten der Insel sind ein wichtiger Lebensraum für Vögel, alleine im Gebiet der Korission-Lagune wurden über 150 Arten gezählt.
Mindestens 76 Schmetterlingsarten sind auf Korfu nachgewiesen (Stand: 2024).
Von Januar 2020 bis März 2021 wurden auf der Insel Untersuchungen zu Säugetieren angestellt, die ersten umfassenden seit 1962. Über 19 Arten wurde in der Literatur berichtet. Zu den verbreitetsten Säugetierarten zählten dabei der Nördliche Weißbrustigel (das am häufigsten durch Autos getötete Tier), der Steinmarder (dieser gilt als das am weitesten verbreitete Säugetier auf Korfu) ebenso wie das Mauswiesel (dieses wurde allerdings nur vier Mal registriert). Der Rotfuchs findet sich vor allem im felsigen Nordosten, im Süden kommt er gar nicht vor. Er steht unter Druck, da er als Schädling aufgefasst wird. Wie der Status der Wildschweine ist, ist unklar, da es keine Untersuchungen dazu gibt. Ihre Bestände ergänzen sich immer wieder vom Festland her. Als weniger gut gesichert gelten die Vorkommen des Fischotters. Der Feldhase wurde schon mehrfach auf Korfu ausgesetzt, sodass in Verbindung mit der Bejagung die genetischen Charakteristika der einheimischen Form wohl weitgehend verloren gegangen sind. Rothirsch und Goldschakal sind nur sehr selten belegt. Der Goldschakal gilt als seit den 1990er Jahren ausgestorben, allerdings wurde wohl 2020 ein Exemplar gesichtet. Noch in den 1960er Jahren galt der Goldschakal als weit verbreitet. Der Damhirsch ließ sich nicht nachweisen, wenn auch noch 2021 ein weibliches Tier durch eine Fotofalle gefilmt wurde. Damhirsche dürften eher aus privaten Gehegen stammen. Bauindustrie, Tourismus, Wasserentnahme und, wenn auch seltener, Jagd gefährden praktisch alle Säugetierarten auf Korfu.

### Politische Gliederung
Vor der Gemeindereform nach dem Kapodistrias-Programm bestand die Insel aus 100 oft kleinen Gemeinden. 1997 wurden diese Gemeinden zu zwölf Gemeinden zusammengefasst. Die Verwaltungsreform 2010 vereinte zum 1. Januar 2011 diese Gemeinden mit den drei Inselgemeinden der Diapontischen Inseln zu einer einzigen Gemeinde Kerkyra. Die zwölf Gemeinden von 1997 hatten den Status eines Gemeindebezirks, die alten 100 Gemeinden hatten abhängig von ihrer Einwohnerzahl als Stadtbezirke (Ez. Dimotiki Kinotita, ab 1000 Einwohner) oder Ortsgemeinschaften (Topiki Kinotita) eigene lokale Vertretungen. Eine Überarbeitung der Verwaltungsreform wurde 2019 umgesetzt und die Insel in drei Gemeinden untergliedert. Die drei Diapontischen Inseln Erikoussa, Mathraki und Othoni wurden als Gemeindebezirke der Gemeinde Kendriki Kerkyra ke Diapondia Nisia zugeordnet.
| Gemeinde                            | griechischer Name                    | Code | Fläche km² | Einwohner 2011 | Gemeindebezirk                                                                  | Lage |
| ----------------------------------- | ------------------------------------ | ---- | ---------- | -------------- | ------------------------------------------------------------------------------- | ---- |
| Kendriki Kerkyra ke Diapondia Nisia | Κεντρική Κέρκυρα και Διαπόντια Νησιά | 3201 | 259,504    | 68.558         | Kerkyra, Achillio, Erikoussa, Feakes, Mathraki, Othoni, Paleokastritsa, Parelii |      |
| Voria Kerkyra                       | Βόρεια Κέρκυρα                       | 3203 | 205,325    | 17.832         | Agios Georgios, Esperies, Thinali, Kassiopi                                     |      |
| Notia Kerkyra                       | Νότια Κέρκυρα                        | 3204 | 145,026    | 15.681         | Korissia, Lefkimmi, Melitia                                                     |      |
| Gesamt                              | Gesamt                               |      | 592,877    | 100.854        |                                                                                 |      |

## Geschichte

### Urgeschichte

#### Teil des Festlands, früheste Besiedlung
Jäger und Sammler besiedelten die Insel vielleicht schon vor 75.000 Jahren. Jedenfalls wurde ein Chopper bei Gardiki im Südwesten nahe der Korission-Lagune in einer Schicht entdeckt, die entsprechend datiert wurde. Neandertaler haben die Insel, die zu dieser Zeit nur maximal 12 km vom Festland entfernt lag, aufgesucht.
Wichtiger urgeschichtlicher Fundort ist neben Gardiki das jungpaläolithische Agios Mattheos im Südwesten, wo 1966 unter einem etwa 18 m tiefen Felsüberhang 870 Feuersteinartefakte entdeckt wurden. Sie weisen Ähnlichkeiten mit der etwa gleich alten Fundstätte Kastritsa in Epiros auf. Dabei waren schon in den späten 1960er Jahren elf Fundstätten aus dem Levallois-Moustérien bekannt, doch ist ihre Datierung umstritten. Die Artefakte auf der kleinen Insel Diaplo, die 1965 am Strand entdeckt wurden, weisen auf Kontakte zu den Fundstätten am Gargano in Italien hin.
Auch im Mesolithikum, als der Meeresspiegel infolge der Gletscherschmelze nach der letzten maximalen Vergletscherung bereits stark angestiegen war, lässt sich die Anwesenheit von Jägern, Fischern und Sammlern nachweisen. So fanden sich unter Leitung von Augustos Sordinas an der Fundstätte Sidari Abschläge, wenn auch keine Klingen. Die Vorbereitung des Kerns ließ sich ebenfalls belegen. Die technologischen Eigenheiten weisen keinen Unterschied zu den Fundstätten auf dem Festland auf.

#### Ansteigen des Meeresspiegels, Insel (vor 8000 v. Chr.), frühbäuerliche Besiedlung (vor 6300 v. Chr.)
Durch das Ansteigen des Meeresspiegels wurde Korfu zwischen 10.000 und 8000 v. Chr. wieder vom Festland getrennt. Im Neolithikum, ab 6400 bis 6300 v. Chr., nach anderen Autoren bereits um 6500 v. Chr., siedelten Bauern und Hirten auf der Insel, wie sich am Fundplatz Sidari erwies, der in den nachneolithischen Schichten steril ist.

#### Erneute Besiedlung in der Bronzezeit
In der Bronzezeit wurde die Insel erneut besiedelt; ein wichtiger archäologischer Fundort ist Afiona. Die Funde auf Korfu weisen eine enge Verwandtschaft zu zeitgenössischen Artefakten aus Makedonien und Epiros auf; neben Afiona ließen sich auch an den Fundstätten Stalakto, Ermones, Kefali und Sidari Westkontakte erweisen. Korfu wird zwar bereits um 1200 v. Chr. auf einem Linear-B-Täfelchen aus dem Palast des Nestor bei Pylos erwähnt, auf dem von einem „Mann aus Korkyra“ (ko-ro-ku-ra-i-jo) die Rede ist.
Korfu gehörte nicht zum mykenischen Kulturkreis. Jedoch gab es während der späten Bronzezeit Handelsbeziehungen, wie Funde mykenischer Keramik an verschiedenen Orten der Insel bezeugen. Dennoch weist die bronzezeitliche Kultur Korfus einen ausgeprägt lokalen Charakter auf.

### Mythologie
Von einigen antiken Autoren wurde Korfu mit Scheria, dem Land der Phaiaken aus der griechischen Mythologie, gleichgesetzt; jedoch war diese These bereits in der Antike umstritten, da Homer betont, dass Scheria sehr weit entfernt, am Ende der Welt, lag. Das Land der Phaiaken ist in der Odyssee die letzte Station des Odysseus vor seiner Heimkehr nach Ithaka. Laut der Argonautika des Apollonios von Rhodos finden auch Medea und Iason auf ihrer Flucht aus Kolchis bei den Phaiaken Unterschlupf, die in dieser Version auf der Insel Drepane leben und die seinen Angaben nach Korfu entspricht. Sie heirateten dort der Sage nach in der Grotte der Makris, deren Namen die Insel auch trug. Den griechischen Namen Kerkyra erhielt die Insel der Sage nach von der Nymphe Gorgyra (auch Kerkyra), die vom Meeresgott Poseidon auf die Insel gebracht wurde. Phaiax, das Kind dieser Verbindung, war demnach der Ahnherr der Phaiaken.

### Griechische Kolonisierung (8. Jahrhundert v. Chr.), Seemacht, Bürgerkrieg (427 v. Chr.)

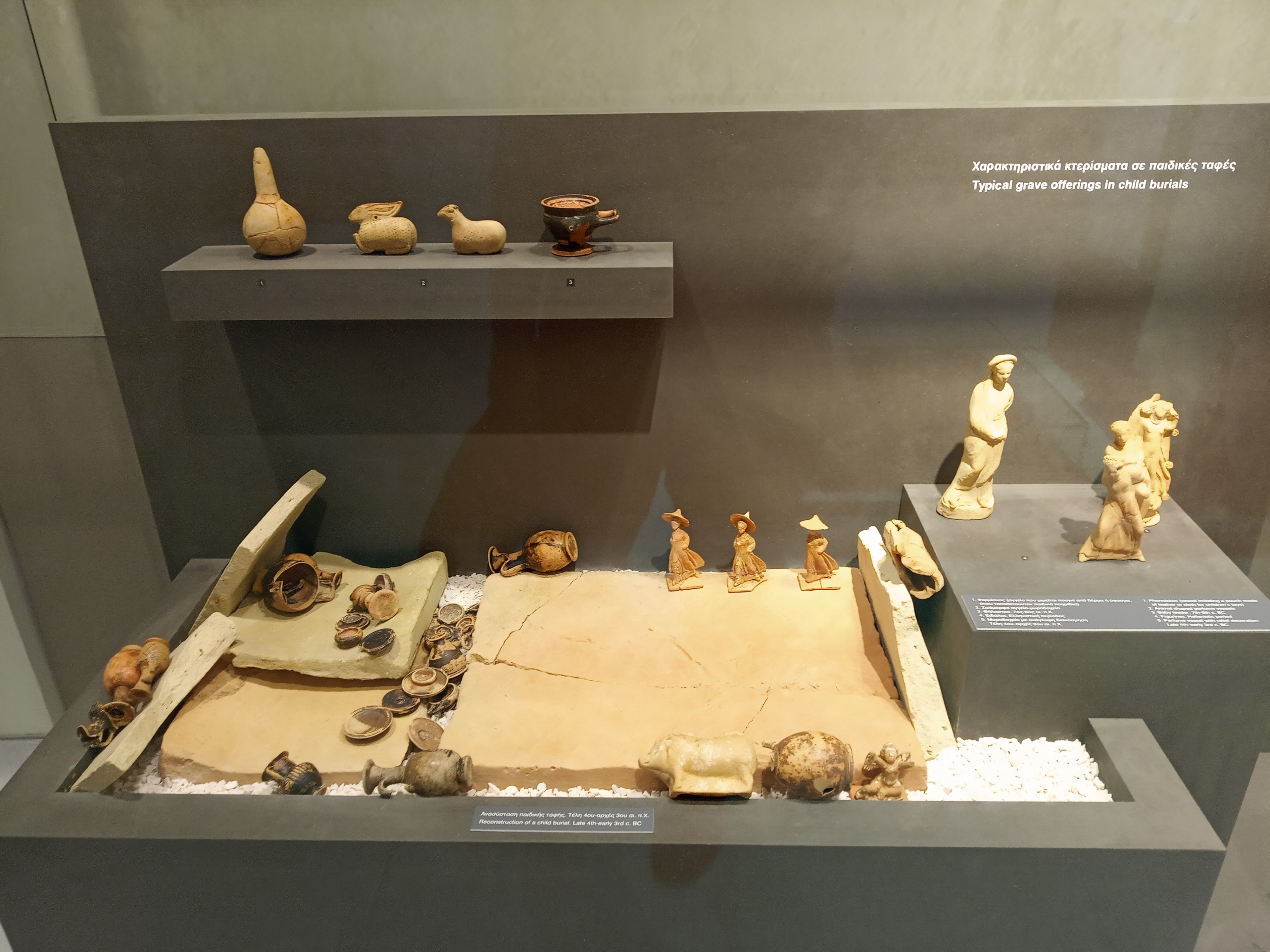
Fundstücke im Archäologischen Museum von Korfu, 7. bis 3. Jahrhundert v. Chr., unten die Rekonstruktion eines Kindergrabes aus dem 4./3. Jahrhundert v. Chr.

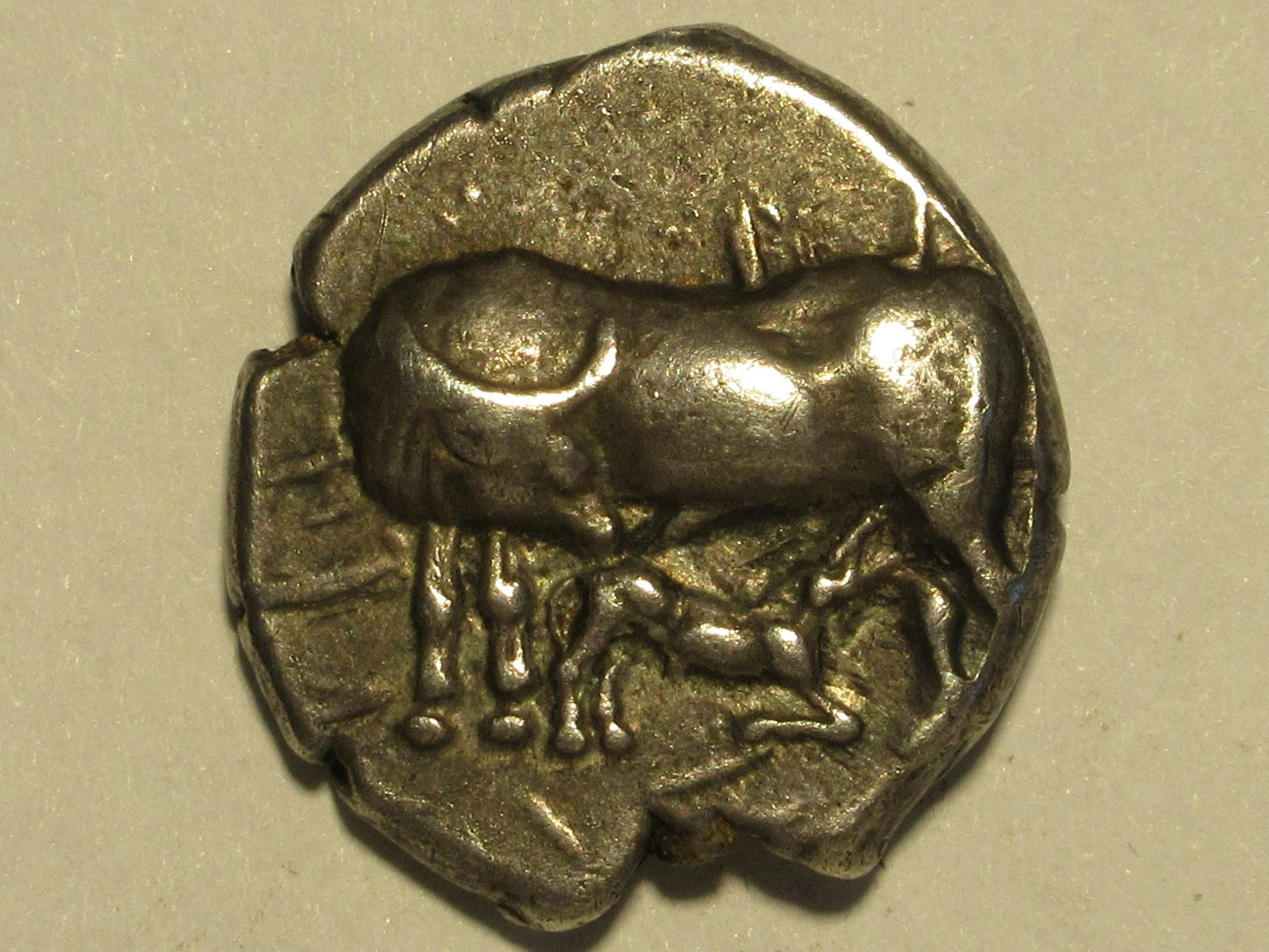
Stater aus Kerkyra, Kuh mit Kalb, ca. 450-400 v. Chr. geprägt

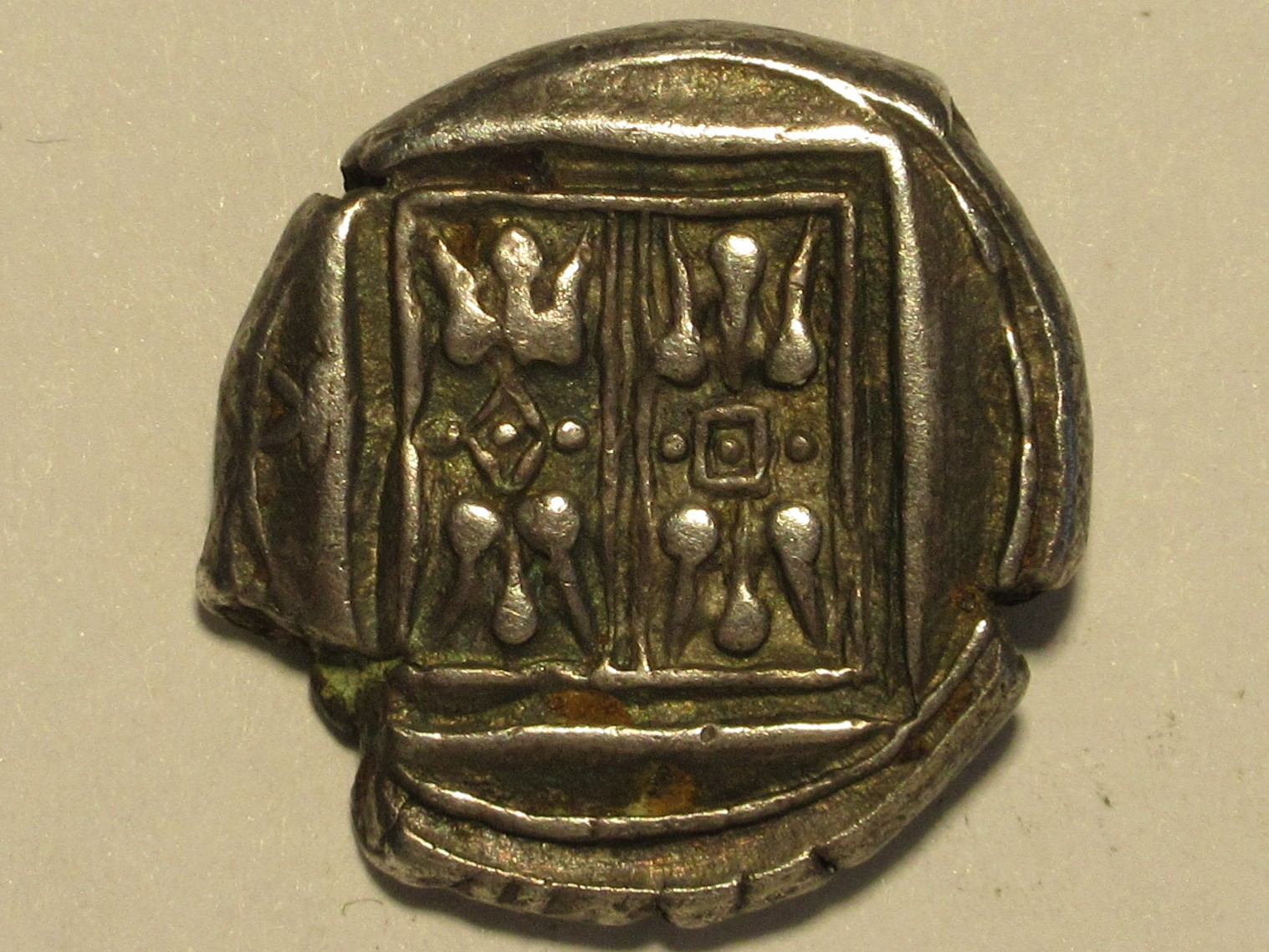
Stater aus Kerkyra, Rückseite, stilisierte Doppelblüten im Zierrechtecken, Szaivert/Sear Nr. 2284

Griechische Siedler aus Eretria gründeten im 8. Jahrhundert v. Chr. eine erste Kolonie. Durch ihre vorteilhafte Lage an der Straße von Otranto kontrollierte Kerkyra den Zugang in den Westen und zu den Küsten des Adriatischen Meeres. Im Jahr 734 v. Chr. vertrieb der Oikist Chersikrates, der aus Korinth stammte und die Stadt aufgrund innerer Unruhen verließ, mit einer Streitmacht die eretrischen Kolonisten, die sich daraufhin in Thrakien niederließen und die Stadt Methone gründeten.
Kerkyra stieg sehr rasch zu einer Seemacht auf. Im Jahr 664 v. Chr. besiegte es die Mutterstadt Korinth in der laut Thukydides ersten Seeschlacht in Griechenland und löste sich damit von deren Vorherrschaft. 480 v. Chr. stellte Korfu die zweitgrößte Flotte der Griechen, 60 Schiffe, nahm aber nicht aktiv am Krieg gegen die Perser teil. Der Historiker Thukydides sieht im Konflikt zwischen Korfu und Korinth um die Stadt Epidamnos und dem Schutzbündnis, das die Athener Korfu gewährten, einen der Anlässe für den Ausbruch des Peloponnesischen Krieges. Während dieses Konfliktes kam es 427 zu einer blutigen Stasis (Bürgerkrieg) in der Polis Kerkyra, die Thukydides später sehr eindringlich beschrieb. Im 4. Jahrhundert v. Chr. dehnten die Korfioten ihren Einfluss auf das Festland aus. Zeitweise besetzten sie Butrint, eine wichtige Polis der Chaonier.
In der hellenistischen Zeit (ab 300 v. Chr.) war die Unabhängigkeit Korfus bedroht. Die Insel wurde von Abenteurern aus Syrakus überfallen, und makedonische Könige, gefolgt von illyrischen Piraten, nutzten die Insel für Beutezüge gegen römische Handelsschiffe.

### Römische Zeit
In der Folge des Kriegs der Römer gegen die illyrische Königin Teuta wurde Korfu die erste römische Provinz in Griechenland. Später war Korfu Teil der römischen Provinz Macedonia, und in augusteischer Zeit wurde die Insel der Provinz Epiros zugeschlagen.
Im 3. Jahrhundert machten Jason und Sosipater Korfu mit dem Christentum bekannt. Von 395 an gehörte Korfu zum Oströmischen Reich.

### Sarazenen, Normannen (ab 1081), Venedig (1207–1214), Epirus (ab 1204/1214)

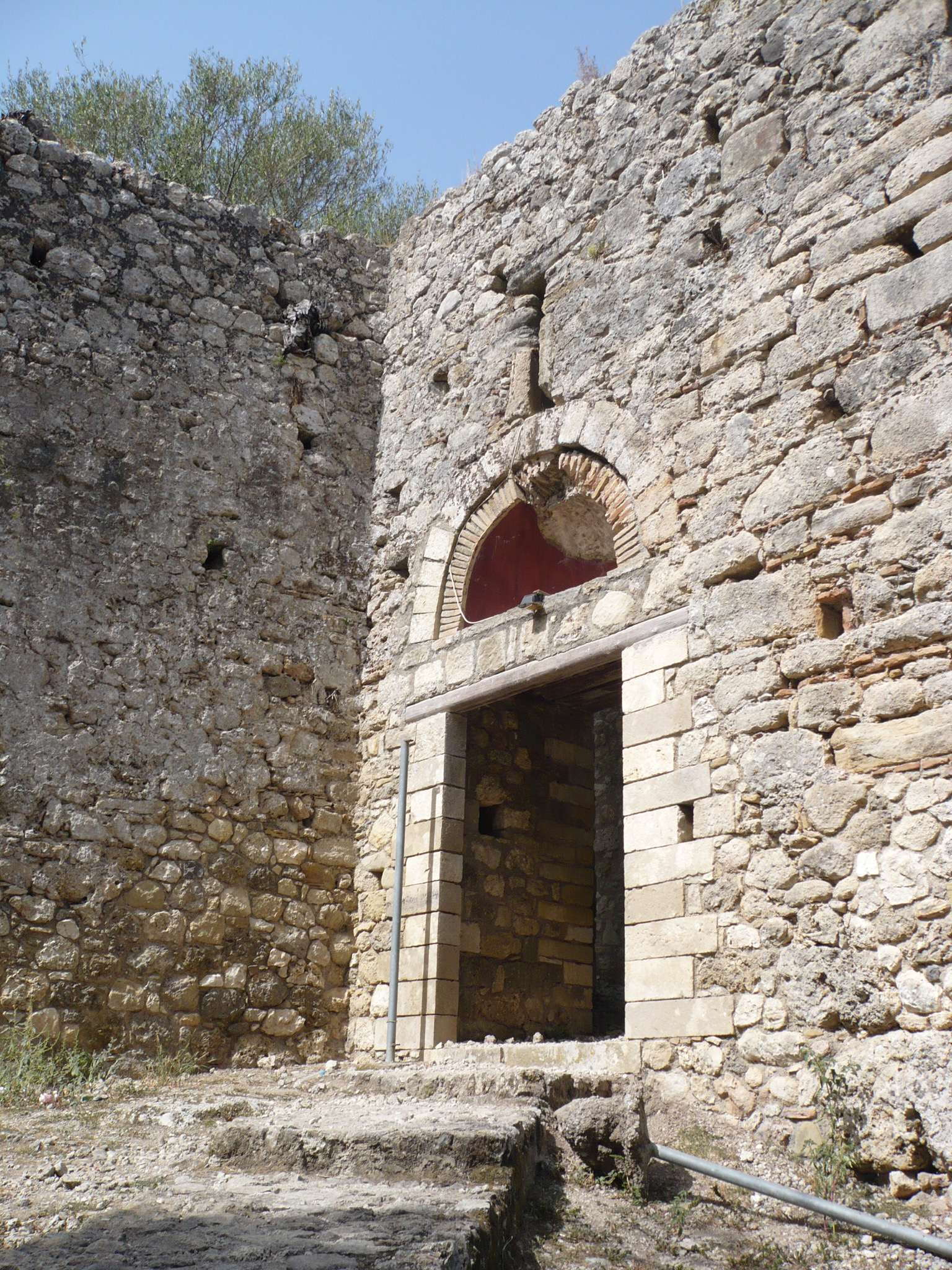
Eingang zur Festung Gardiki

Im Jahr 1081 wurde die Insel vom normannischen Herzog Robert Guiscard erobert, doch zerstörte ein Sturm die Flotte; auch erlitten die Venezianer in einer Seeschlacht vor der Insel eine schwere Niederlage, doch erfolgte im Frühjahr 1084 die Rückeroberung durch die Verbündeten Venedig und Byzanz. Doch die Verbündeten zerstritten sich, als Kaiser Johannes II. ein wichtiges Handelsprivileg nicht verlängern wollte. So griff die venezianische Flotte 1122 Korfu an, ohne jedoch etwas zu erreichen.
Erneut besetzten die Normannen Korfu im Jahr 1148; die Insel erhielt nach der Eroberung eine Besatzung von tausend Mann. Der Widerstand gegen die Venezianer dauerte auf Korfu noch bis zum Sommer 1149 an, als sich die normannische Garnison ergab. Die Insel wurde Kaiser Manuel I. zurückgegeben.
In der Folge des 4. Kreuzzugs – auf der Insel war der byzantinische Thronprätendent gelandet, was dazu führte, dass sich die Kreuzzügler gegen Konstantinopel wandten – gelangte Korfu nach 1204 unter die Herrschaft des Despoten von Epiros. Die Insel gehörte jedoch zu den drei Achteln des Byzantinischen Reichs, die Venedig von den Teilnehmern des Kreuzzugs zugesprochen worden waren. Seinen Anspruch verfolgte Venedig dementsprechend weiterhin. Zwar gelang 1207 die Besetzung der Insel nach der Vertreibung des Genuesen Leone Vetrano, aber schon 1214 fiel sie an das Despotat Epirus, das sein Gebiet zu Lasten des 1204 gegründeten Lateinischen Kaiserreichs ausdehnte.
Als Mitgift der Helena von Epirus war die Insel 1258 in den Besitz Manfreds von Sizilien gelangt. Seit dieser Zeit wurden auf der Insel zahlreiche Lehen an „fränkische“ Adlige ausgegeben. Nachdem König Manfred in der Schlacht bei Benevent (1266) gegen Karl I. von Anjou gefallen war und seine Frau Helena gefangen genommen wurde, flüchtete sich dessen Großadmiral und Verwalter der Güter von Helenas Mitgift, Philipp Chinard (* um 1205; † 1266), der auf Korfu geblieben war, zu Karls Schwiegervater Michael II. Komnenos Dukas Angelos, Despot von Epirus, da ihm klar war, dass er sich als Manfreds Anhänger nur auf seine eigene Kräfte verlassen konnte und er den Verlust seiner Lehen (Korfu, Buthroton, Valona, Dyrrachium) fürchtete. So suchte er eine Allianz mit dem Despoten von Epirus, der ihm seine Schwägerin Maria Petralipha zur Braut gab, Helenas Mitgift übergab und ihn aber kurz darauf (vor dem 1. Oktober 1266) ermorden ließ.
Nach der Ermordung Philipp Chinards übernahm der Kreuzritter Garnier l’Aleman (Vikar von Philipp Chinard) die Herrschaft über Korfu. Karl trat mit Garnier l’Aleman in Kontakt und bot ihm für „die ganze Insel Korfu mit Schlössern mit Landhäusern und allen Ländern der Amtsdiener“ Land im Königreich von Sizilien von einem Jahreswert von 100 Unzen, oder 1000 Unzen Gold in bar an. Tatsächlich übergab Garnier die Insel im März 1267 an Karl von Anjou, der ihn am 20. März 1267 zu seinem Generalkapitän ernannte und ab 1268 nach und nach das Despotat Epirus eroberte. Das Versprechen Karls zugunsten Garniers konnte allerdings wegen seines vorzeitigen Todes nicht mehr ausgeführt werden. Aus einem Dokument vom Mai 1272 geht hervor, dass Karl an den Sohn des verstorbenen Garnier, Aimone Aleman, das versprochene Land des oben genannten Jahreswertes zuteilen ließ.
1271 wurde Giovanni Clariaco erster Vikar von Korfu: „[…] et confirmazione Iohannes de Clariaco tunc vicarii nostri in ipsa insula […]“ Unter der angevinischen Herrschaft kam das Feudalsystem westeuropäischer Prägung voll zur Ausbildung. Karl führte die gleichen zivilen und militärischen Ämter ein, die es im Königreich gab; vom Kapitän und Schatzmeister (Camerario) zum Portolan. 1272 wurde Korfu unter dem zweiten Vikar Giordano Sanfelice eine separate Verwaltungseinheit, zu der auch die Burg Buthroton und Subuto (oder Subito) auf dem albanischen Festland geschlagen wurde. 1294 wurde die Insel von Karl II. von Anjou auf seinen Sohn Philipp, Fürst von Tarent, übertragen, der 1330 (oder kurz danach) Guglielmo II. Tocco zum Gouverneur von Korfu ernannte. 1352 übernahm Robert von Tarent die Kontrolle über Korfu.

### Venedig (ab 1383/1386)
Nach dem Tod Karls III. versuchte Venedig Korfu 1383 zurückzugewinnen. Giovanni Miani, zu dieser Zeit Generalkapitän, überzeugte die entscheidenden Männer im Rat der Insel, sich Venedig zu unterstellen. Eine sechsköpfige Delegation handelte in Venedig 1386 die Bedingungen für die Unterstellung aus. Unter ihnen befand sich ein Jude, was in dieser Zeit äußerst ungewöhnlich war, namens David Sem. Die sechs Männer schworen dem Dogen Antonio Venier den Treueid. Korfu war insofern eine ungewöhnliche venezianische Besitzung, als die gesellschaftliche Stellung der dortigen Juden – sie durften bis zu einer gewissen Grenze Ländereien besitzen, auch Immobilien in den Städten, und sie saßen im Rat der Stadt und konnten die Insel sogar nach außen vertreten – ungewöhnlich günstig war.

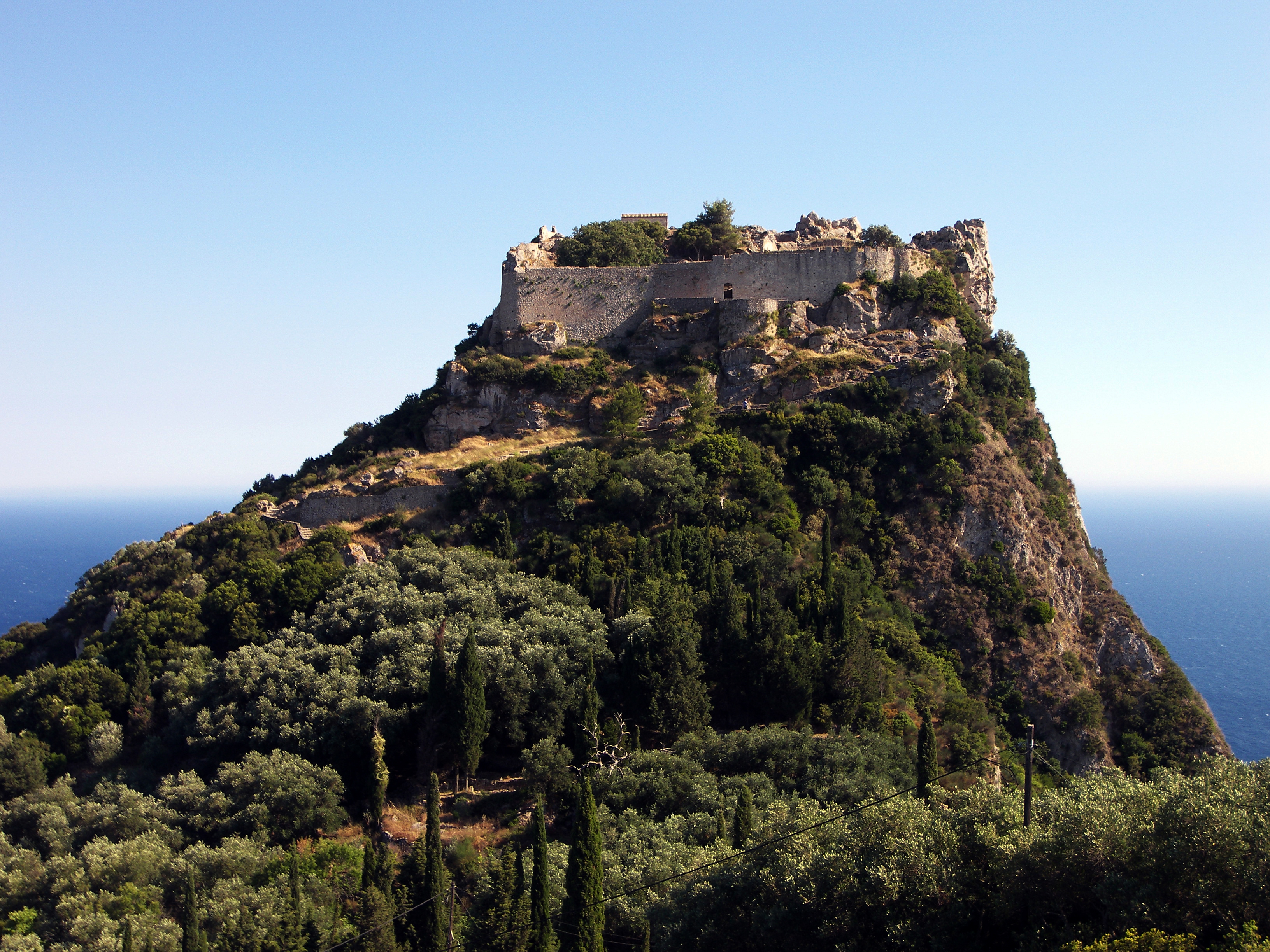
Festung Angelokastro

Neben der Hauptstadt waren Angelokastro und Gardiki die wichtigsten Festungen der venezianischen Kolonien. Kulturelle Einflüsse der westlichen Feudalherren verbanden sich mit den einheimischen griechisch-orthodoxen Traditionen zu einer eigenständigen Kultur.

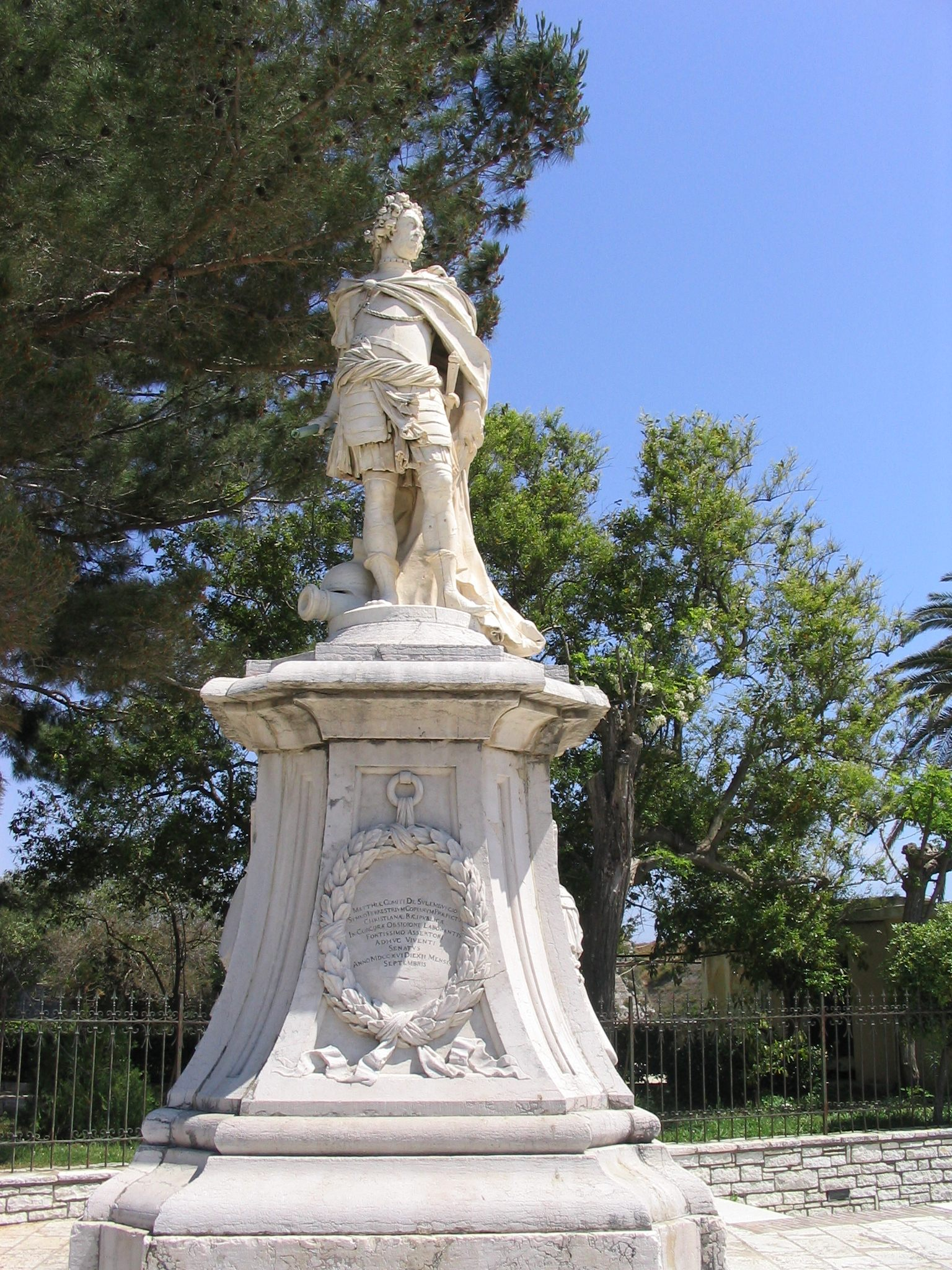
Denkmal Schulenburgs in Korfu-Stadt

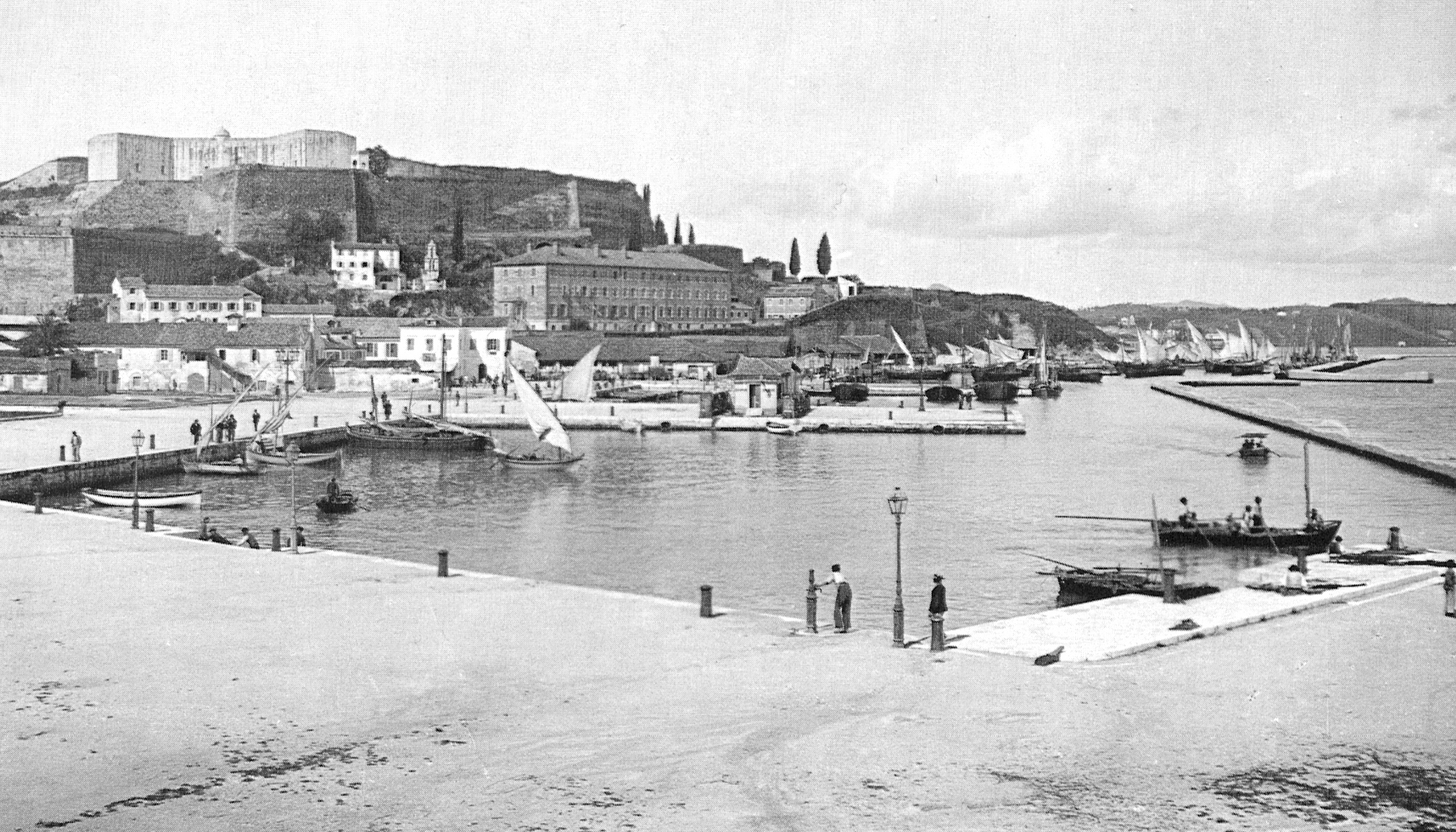
Der Hafen von Korfu im Jahre 1890

Vom 16. bis zum 18. Jahrhundert war Korfus Geschichte von Konflikten mit dem Osmanischen Reich geprägt, das über das griechische Festland herrschte und wiederholt versuchte, die Ionischen Inseln zu erobern und zu halten. Die Venezianer (Republik Venedig) ordneten die Beseitigung der Weingärten und die Pflanzung von Olivenbäumen an. Im Jahr 1716 wurde die osmanische Belagerung der Inselhauptstadt durch die venezianische Armee unter Matthias Johann von der Schulenburg aufgehoben und damit der letzte türkische Eroberungsversuch der Insel abgewehrt.

### Frankreich (1797 und 1807–1814), russisches Protektorat (1798–1807), britisches Protektorat (ab 1815)
Nach dem Ende der Republik Venedig 1797 nahm Frankreich (unter Napoleon) die Ionischen Inseln und Korfu als Département Corcyre in Besitz. Kurze Zeit, von 1798 bis 1807, war Korfu russisches Protektorat. Danach folgte bis 1814 erneut eine französische Periode.
Im Jahr 1815 (Wiener Kongress) wurde Korfu Teil der Republik der Ionischen Inseln unter britischem Protektorat. In der britischen Zeit entstand ein großer Teil der modernen Infrastruktur wie das 700 km lange Straßennetz, das zu den dichtesten in ganz Griechenland zählt.

### Griechenland (seit 1864)
Am 21. Mai 1864 wurde Korfu an das Königreich Griechenland abgetreten, aber durch einen Vertrag, mit Frankreich als Signatarmacht, als dauerhaft neutral erklärt.
Während des Ersten Weltkrieges war Korfu von 1916 bis 1918 Sitz der serbischen Exilregierung. 1917 wurde hier die Deklaration von Korfu über die Gründung des jugoslawischen Staates verabschiedet.
1922 kam in Italien Mussolini an die Macht. Er hatte Großmachtambitionen; diese waren seit den 1930er Jahren auch auf den Balkan gerichtet. Nach dem Korfu-Zwischenfall 1923 besetzte Italien kurzzeitig Korfu. Vom 7. bis 12. April 1939 besetzte Italien Albanien. Im September 1939 begann der Zweite Weltkrieg. Als das Deutsche Reich im Sommer 1940 den Westfeldzug fast gewonnen hatte, trat Mussolini in den Krieg ein (Näheres hier).

### Italienische Besetzungsversuche (1923, 1941), deutsche Besatzung (1943–1945)
Am 15. Oktober 1940 beschloss der italienische Kriegsrat in Rom ohne Rücksprache mit den Deutschen den Angriff auf Griechenland. Am 28. Oktober 1940 griffen italienische Truppen von Albanien aus griechisches Gebiet an; der Griechisch-Italienische Krieg begann. Am 28. November 1940 beschoss ein italienisches Geschwader Korfu. Erst durch das deutsche Eingreifen im Balkanfeldzug ab dem 6. April 1941 wurde der Krieg zugunsten der Achsenmächte entschieden, er endete am 23. April 1941. Korfu wurde von Italien annektiert.
Im Juli 1943 wechselte Italien die Seiten (Mussolini wurde verhaftet; Pietro Badoglio wurde Ministerpräsident).
Am 24. September 1943 landeten Teile der 1. Gebirgs-Division der Wehrmacht auf Korfu. Sie kamen von der Nachbarinsel Kefalonia, wo sie Kriegsverbrechen verübt hatten. Am 25. nahmen sie den Kommandeur der dort stehenden italienischen Truppen, Oberst Luigi Lusignani, gefangen. Dieser befahl seinen 8000 Männern nach kurzen Verhandlungen, die Waffen niederzulegen. Von den 280 auf der Insel befindlichen italienischen Offizieren wurden 28 kurz nach ihrer Gefangennahme erschossen, am Tag darauf auf Befehl von Hubert Lanz auch die übrigen Offiziere. Die Leichen wurden auf Befehl von Lanz „mit dem Schiff auf das Meer hinausgefahren und beschwert an mehreren Stellen versenkt“.
Am 8. Juni 1944 erging die Anweisung der deutschen Wehrmacht, dass sich alle jüdischen Familien in einer Festung einzufinden hätten. Von den deutschen Offizieren wurden sie aufgefordert, ihnen Haustürschlüssel und Schmuck auszuliefern. Die meisten griechischen Juden wurden nach Auschwitz-Birkenau deportiert und dort vergast.
Westalliierte Bomberverbände flogen zahlreiche Luftangriffe auf Korfu. Dabei wurde Korfu-Stadt im Juni 1944 teilweise zerstört. Am 11. und 15. Juni 1944 erfolgte unter deutscher Kontrolle die Deportation von 1700 der 1900 Juden Korfus nach Auschwitz; nur 122 von ihnen überlebten das Vernichtungslager. Zahlreiche Albaner wurden ermordet oder nach Albanien vertrieben.

### Seit 1945
Der Korfu-Kanal-Zwischenfall bezeichnet drei unabhängige Vorfälle im Kalten Krieg, bei der Schiffe der Royal Navy in der Straße von Korfu im Jahr 1946 zu Schaden kamen.
Anders als die Ionischen Inseln Kefalonia, Zakynthos und Ithaka blieb Korfu vom Erdbeben am 12. August 1953 verschont.
In Nachfolge der Ionischen Akademie wurde 1984 die Ionische Universität gegründet. Im Juni 1994 war Korfu Gastgeber des Gipfeltreffens der EU-Mitgliedstaaten, bei dem unter anderem der Beitritt einiger Staaten zur EU beschlossen und unterzeichnet wurde.

## Religion

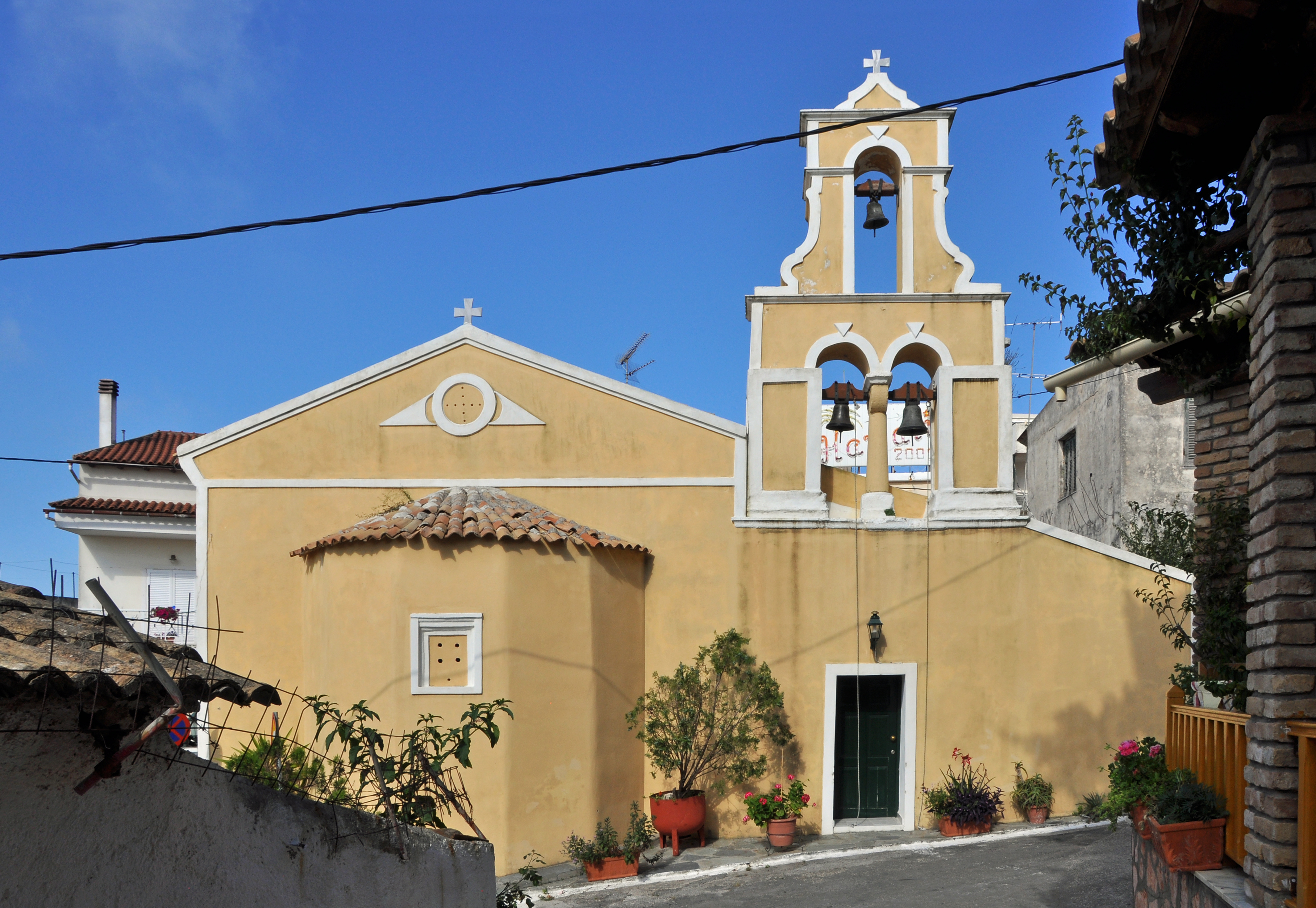
Ländliches Kirchengebäude mit barocken Einflüssen

Die Mehrheit der Bevölkerung gehört der griechisch-orthodoxen Konfession an. Es gibt an die 600 größere und kleinere Kirchen auf der Insel, ca. 20 davon in Korfu-Stadt.
1310 gründete Karl von Anjou ein katholisches Bistum, das bis in die Gegenwart als Erzbistum Korfu, Zakynthos und Kefalonia mit Sitz in Korfu–Stadt existiert. Bis 1923 feierten Orthodoxe und Katholiken gemeinsam Ostern; dies änderte sich jedoch mit der Kalenderreform in Griechenland, und seit 1964 feiern Katholiken in Griechenland Ostern wieder zeitgleich mit den Orthodoxen. Der Anteil der korfiotischen Katholiken auf der Insel liegt bei ca. 3 % oder 3800 Personen. Die St.-Jakobus-und-Christophorus-Kathedrale in der Altstadt wurde durch eine Bombardierung durch die Luftwaffe der Wehrmacht 1943 schwer getroffen und 1970 wiederaufgebaut. Folgende römisch-katholische Kirchengebäude sind auf Korfu verzeichnet:
- Kathedrale St. Jakobus und Christophorus
- Kirche des Heiligen Herzens Jesu

In der Stadt Korfu besteht auch ein britischer Friedhof, auf dem in der Protektoratszeit Briten begraben wurden. Seitdem nutzen die Protestanten den Friedhof weiter.

### Der heilige Spyridon
Auf Korfu befinden sich die Gebeine von Spyridon, dem Schutzpatron der Insel. Seine Reliquien werden in der ihm geweihten Kirche Agios Spyridonas in der Hauptstadt Kerkyra aufbewahrt. Viele Männer auf der Insel wurden auf den Namen Spyros getauft, was die männliche Kurzform von Spyridon ist. Zu Ehren Spyridons werden jährlich mehrere Prozessionen abgehalten; eine besonders prachtvolle findet am Karsamstag-Morgen statt. Danach werden die Reliquien noch wenige Tage zur Verehrung in der Kirche ausgestellt, bevor sie wieder in einen Silbersarg gebettet werden.

## Kultur und Sehenswürdigkeiten

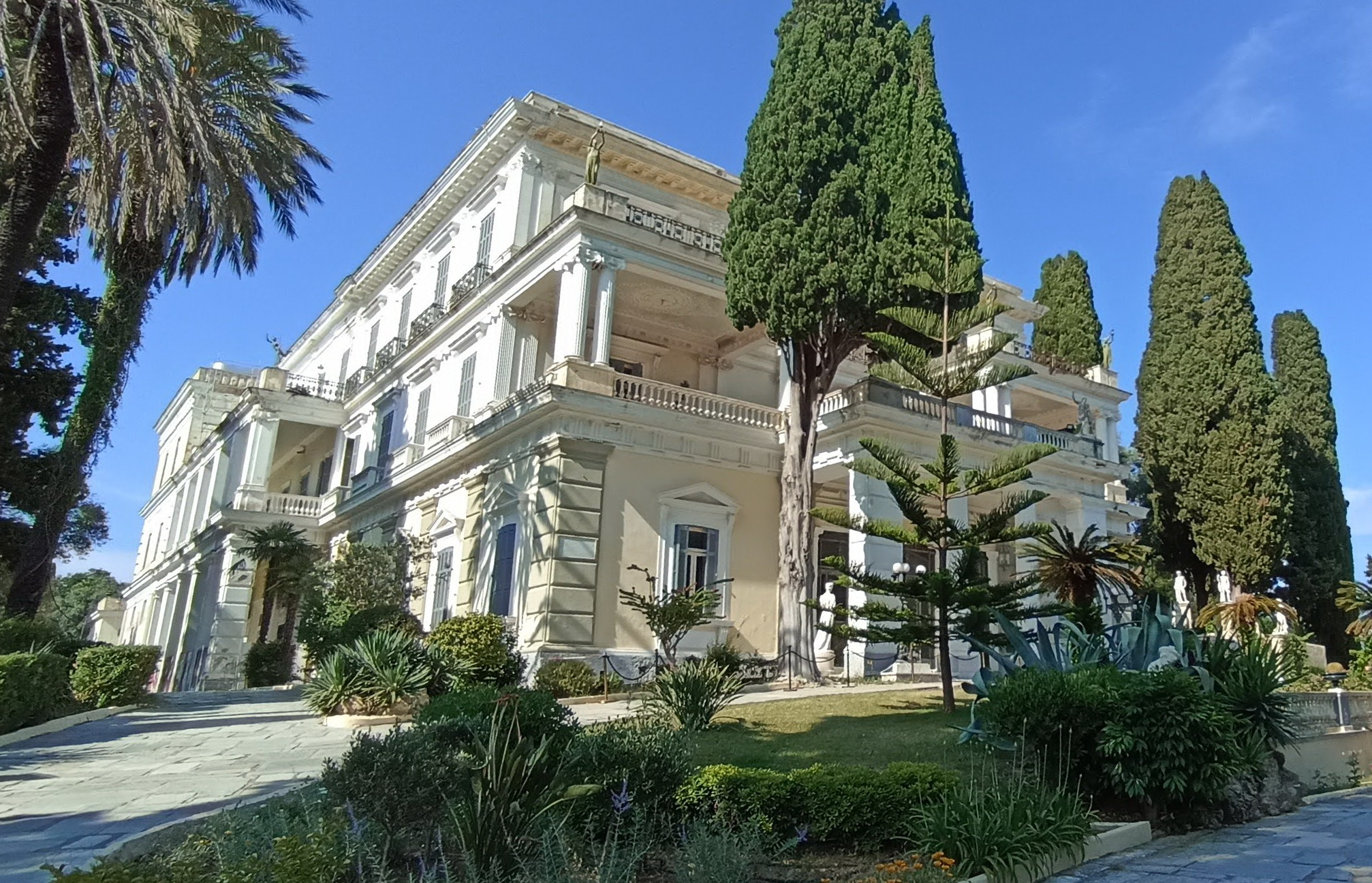
Achilleion

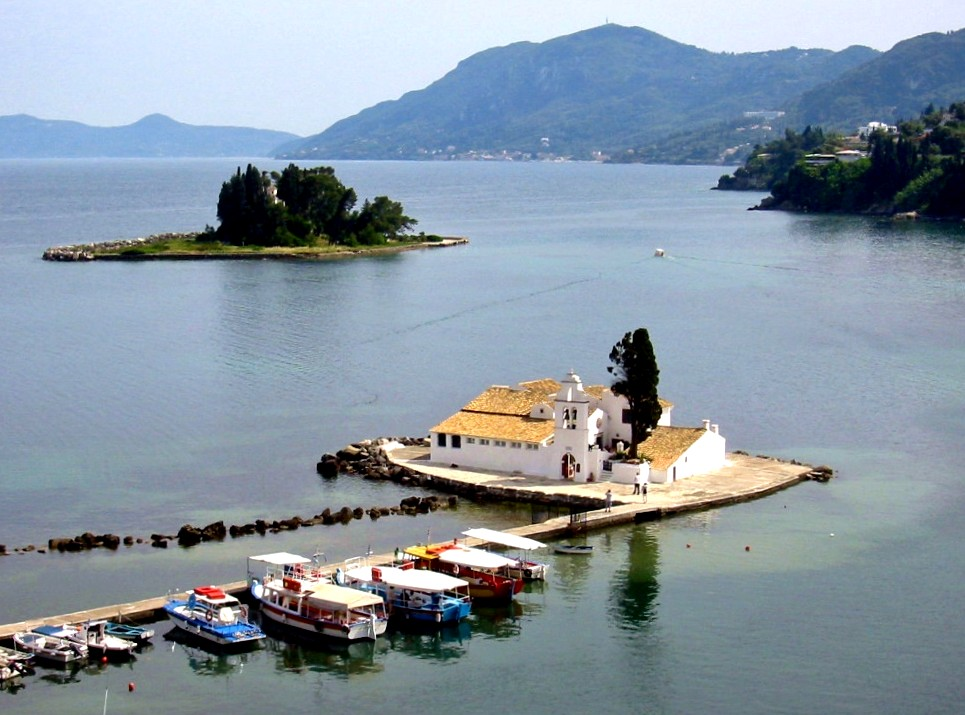
Klosterinsel Vlacherna, dahinter die „Mäuseinsel“

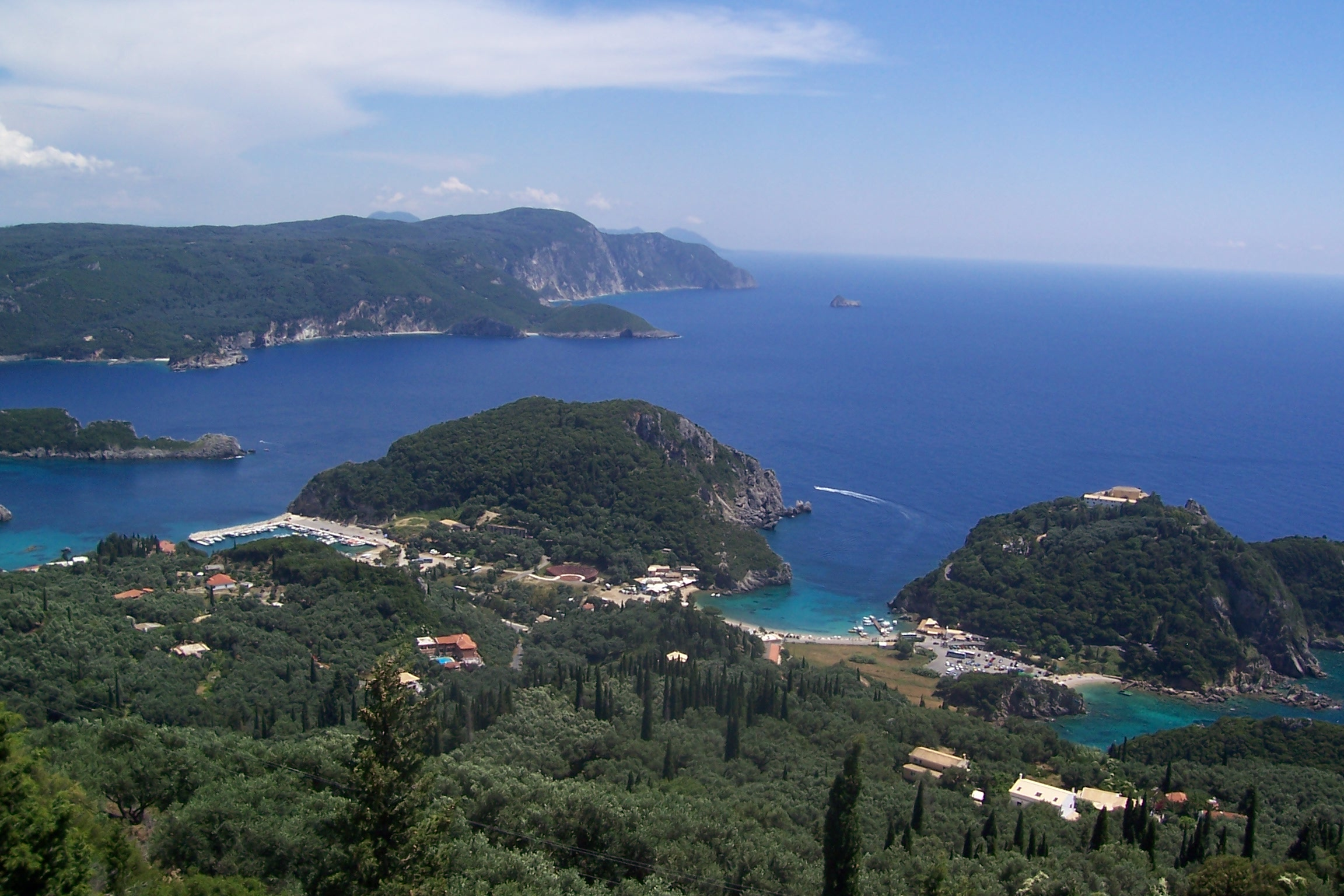
Blick vom Bergdorf Lakones auf Paleokastritsa

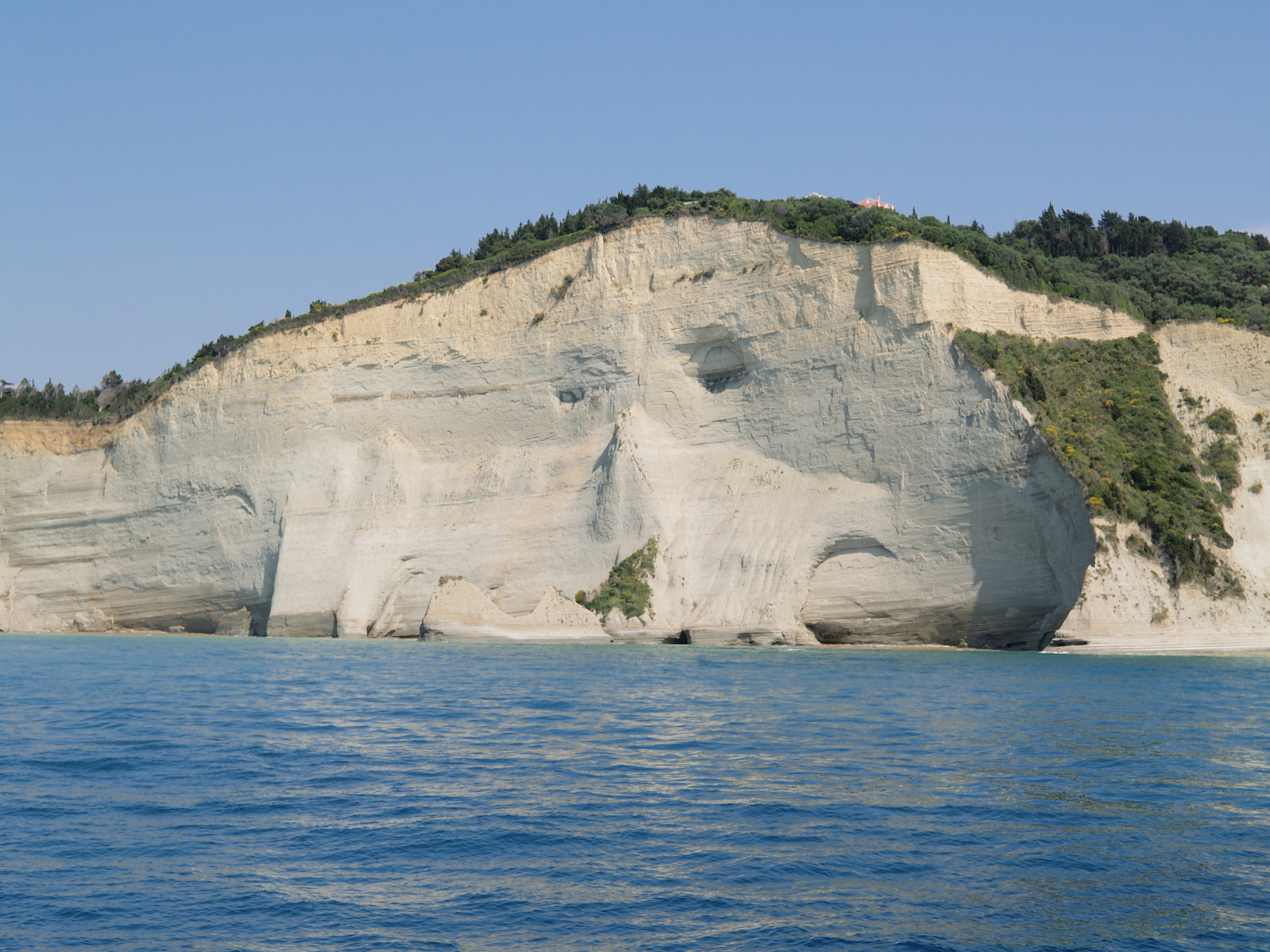
Steilküste im Norden bei Sidari

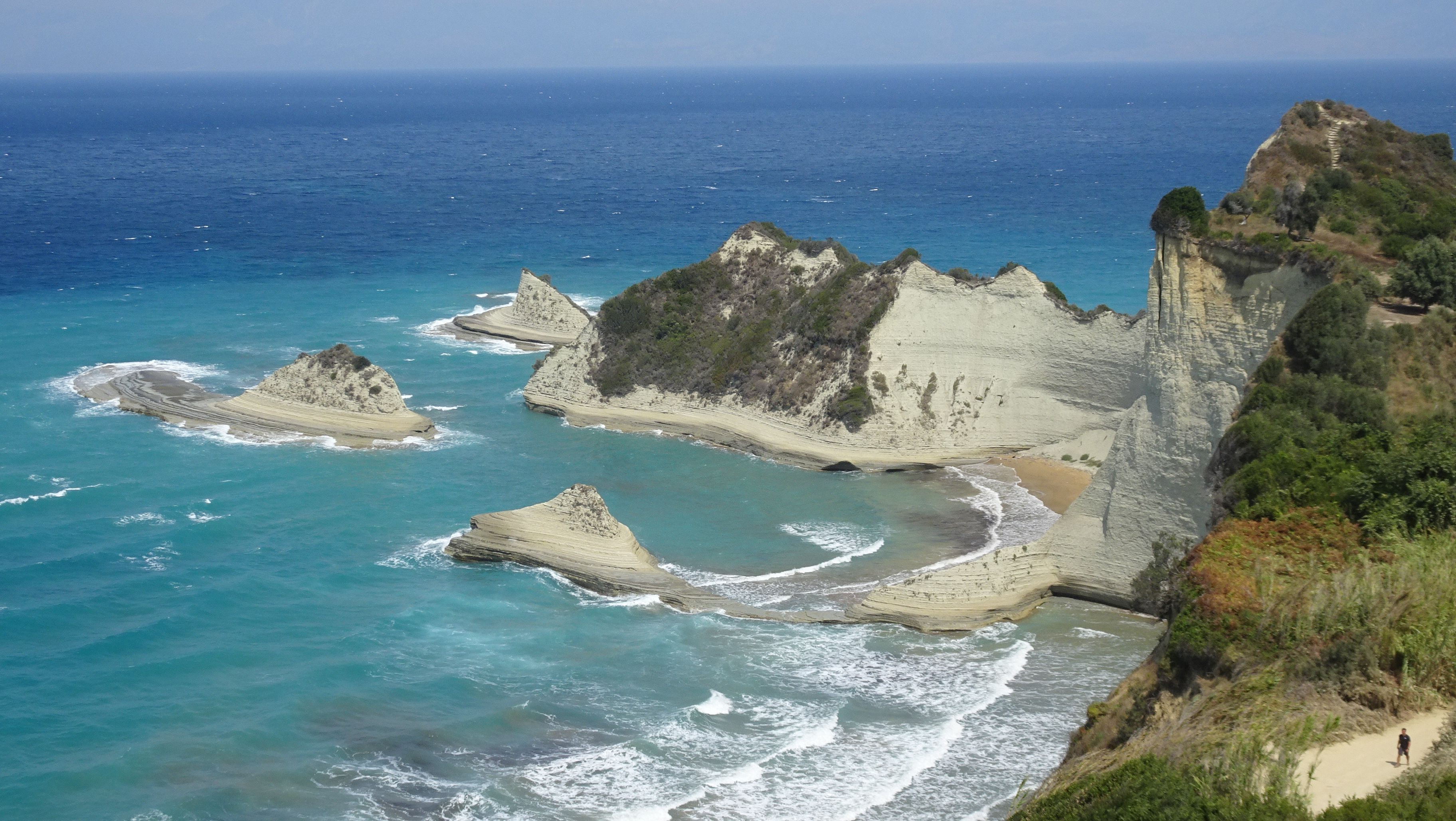
Steilküste im Norden bei Kap Drastis

- Das Achilleion, ein Palast im pompejischen Stil, den sich Kaiserin Elisabeth von Österreich („Sisi“) auf ihrer „Lieblingsinsel“ Korfu erbauen ließ und den 1907 der deutsche Kaiser Wilhelm II. kaufte
- Die Mäuseinsel (Pontikinisi) mit einer Kapelle aus dem 12. Jahrhundert und die daneben liegende Klosterinsel Vlacherna
- Die Bucht mit dem Kloster von Paleokastritsa.
- Die Burgruine Angelokastro an der Nordwestküste mit Blick auf das Ionische Meer. Der benachbarte Ort Lakones wird auch „Balkon des Ionischen Meeres“ genannt.
- Die Bucht von Agios Georgios Pagon im Nordwesten mit den Aussichtspunkten „Prokima“ und „Chelidoni“ (südlicher Ausläufer) sowie dem Bergdorf Afionas und der Zwillingsbucht „Porto Timoni“ (nördlicher Ausläufer).
- Die Wanderwege zum Pantokrator
- Der Gipfel des Pantokrator mit Kloster und Aussicht über die gesamte Insel und nach Albanien.
- Der Wasserfall Nymfes, der nahe dem gleichnamigen Ort im Norden der Insel gelegen ist.
- Die Nordküste mit den Sandsteinklippen bei Sidari und Peroulades.
- Die Halbinsel Koméno nahe Gouvia und Dassia mit der Kirche Ypapandi.
- Perithia, das älteste Bergdorf der Insel.
- Das serbische Kriegsmausoleum aus dem Ersten Weltkrieg auf der Insel Vido, in dem 3.000 Soldaten bestattet wurden; weitere 20.000 serbische Soldaten ruhen im Meer um die Insel.
- Die Westküste mit dem Kloster Panagia Mirtiotissa (Moni Myrtidion)
- Der kleine Hafen Kouloura im Nordosten Korfus und der benachbarte Ort Kalami, in dem Lawrence und Gerald Durrell ab Mitte der 1930er für einige Jahre ihren Wohnsitz hatten.
- Die Hafenstadt Kassiopi im Nordosten, die zur Zeit der römischen Besetzung nach 230 v. Chr. neben Kerkyra die wichtigste Stadt der Insel war.
- Die Altstadt von Korfu-Stadt.
- Das in der Nähe der Altstadt auf der Halbinsel Kanoni gelegene Schloss Mon Repos

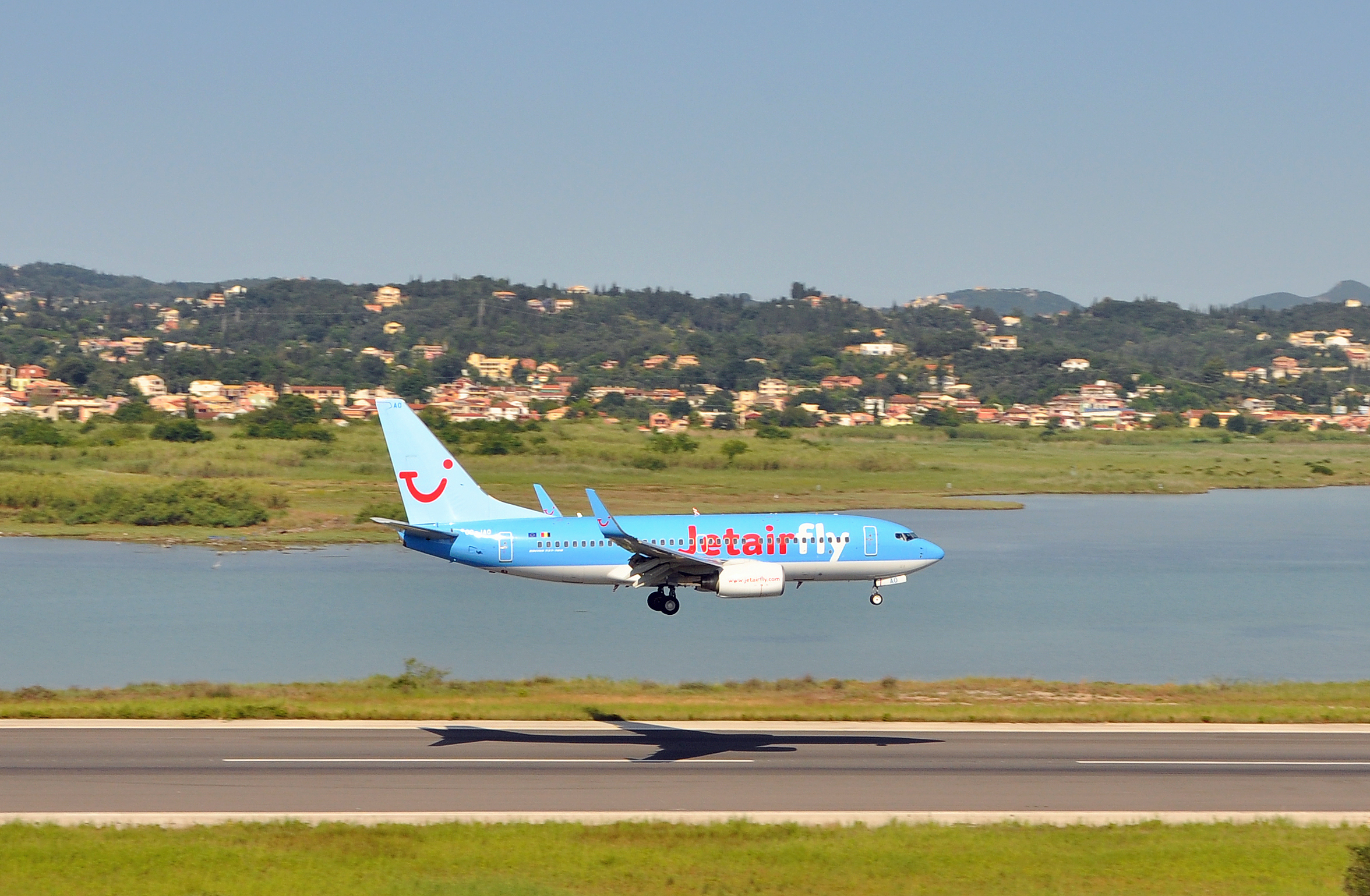
Die Landebahn des Flughafens befindet sich an einer Lagune am Stadtrand.

## Wirtschaft und Infrastruktur

### Landwirtschaft
Etwa 65 % der Fläche der Insel werden landwirtschaftlich genutzt, 55 % durch Olivenbäume, der Rest entfällt vornehmlich auf Weinbau und Zitrusfrüchte.
Allgegenwärtig sind die ca. 4 Millionen Olivenbäume auf Korfu, die ihren Ursprung im 16. Jahrhundert haben, als die Venezianer die Pflanzung förderten. Weitere Bäume sind Eichen, Ulmen und Zypressen sowie die Espe, die im Frühling lila blüht. Diese Baumbestände wurden von den Olivenbäumen weitgehend verdrängt. 1846 wurde auf Korfu der Zwerg-Orangenbaum Citrus japonica eingeführt. Koum Kouat aus Korfu ist seitdem eine korfiotische Likör-Spezialität.

### Tourismus

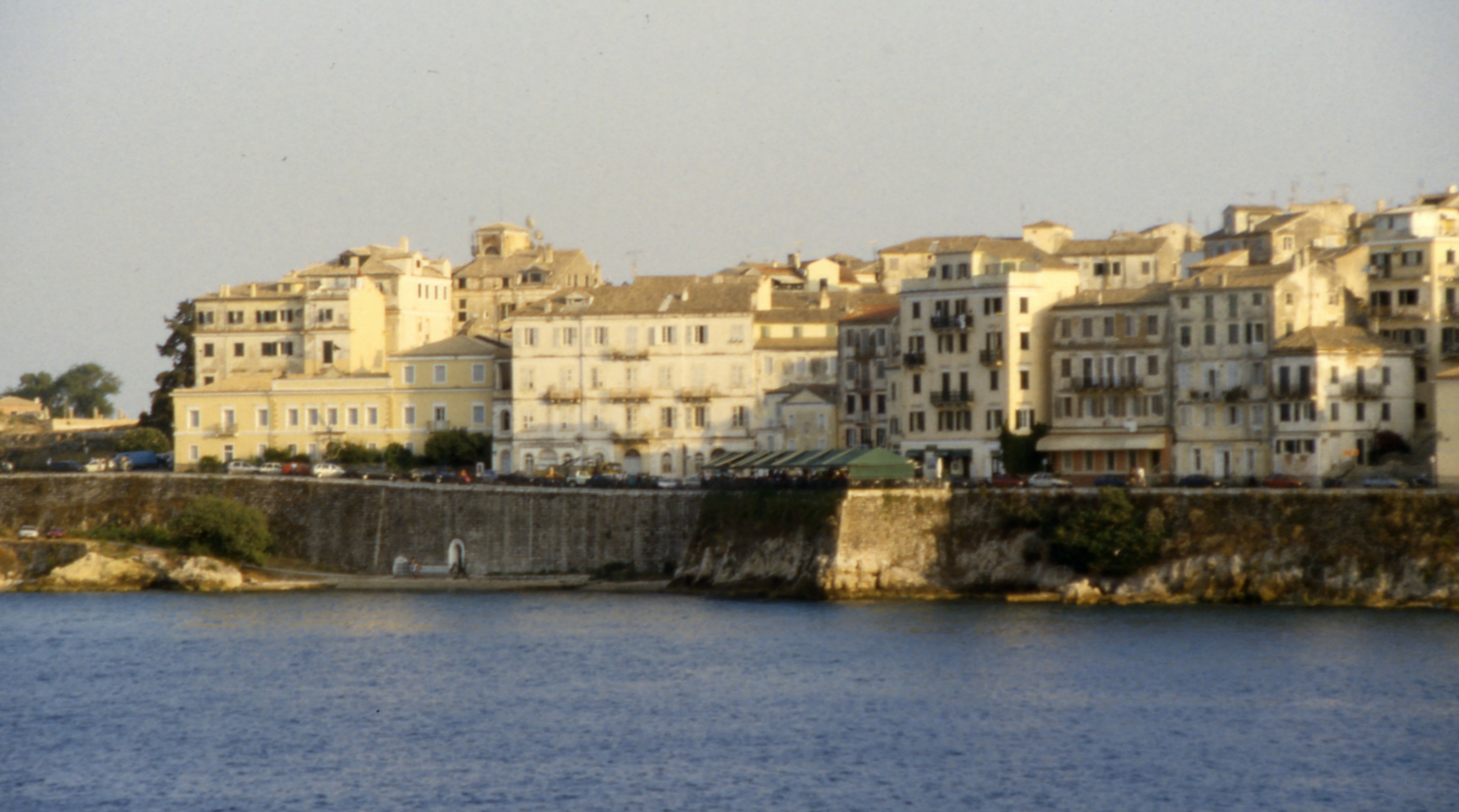
Blick auf die Stadt Korfu vom Meer aus

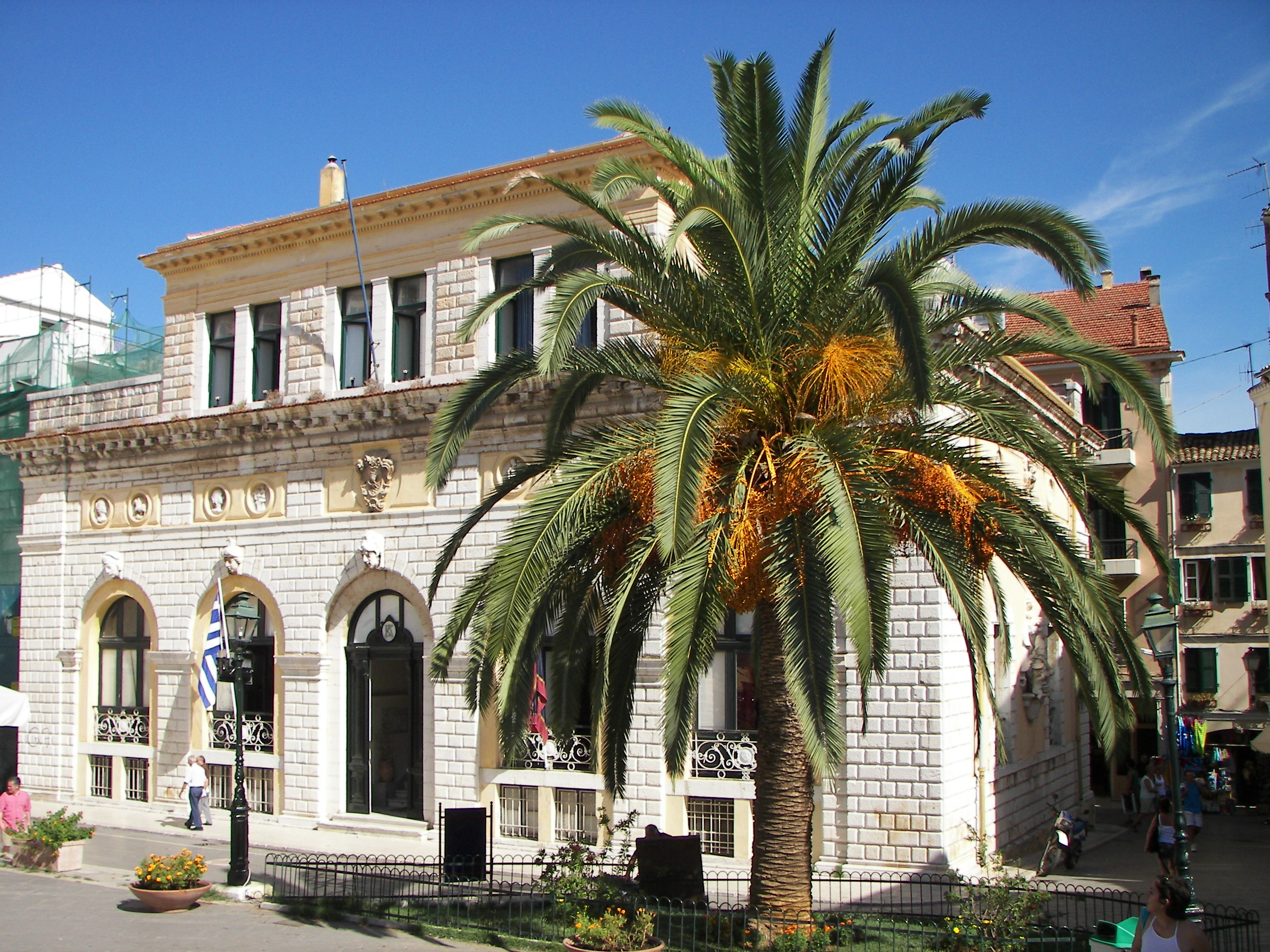
Das Rathaus in Korfu-Stadt

Bereits seit dem späten 18. Jahrhundert sind die Ionischen Inseln und allen voran Korfu Ziel von Reisen. Im 20. Jahrhundert entwickelte sich die Insel zum Urlaubsziel, wobei die meisten Besucher aus Großbritannien und Deutschland kommen, inzwischen vermehrt auch aus Russland und dem Nahen und Fernen Osten. Die Hauptsaison umfasst die Monate Mai bis Oktober. Den ungezügelten Bau von Hotels vor allem an der nördlichen Ostküste versuchte man 1983 durch ein Verbot von weiteren Großanlagen einzudämmen.

### Verkehr

#### Luftverkehr
Der Flughafen Korfu verfügt über Anbindungen an den nationalen und internationalen Flugverkehr. Tägliche innergriechische Linienverbindungen bestehen nach Athen. Aktio und Thessaloniki werden deutlich seltener bedient. Zahlreiche Billig- und Charterflugverbindungen mit Nord-, West- und Mitteleuropa gibt es in den Monaten von Mai bis Oktober.

#### Wasserverkehr
Bei der Anreise mit der Fähre von Italien aus kann zwischen verschiedenen Routen gewählt werden, z. B. von Venedig, Ancona, Bari oder Brindisi. Das griechische Festland (Igoumenitsa) erreicht man mit Fähren von Korfu-Stadt sowie von Lefkimmi aus. Ebenfalls von Korfu-Stadt gehen die Fähren zur kleinen Nachbarinsel Paxos (Personenfähren und -Tragflächenboote von Joy Cruises; Fahrzeuge nur über Igoumenitsa) und zu den Diapontischen Inseln (Kerkyra Lines). Letztere werden auch von Agios Stefanos im Westen Korfus bedient (Aspiotis Lines). Nach Vido verkehren zwei Unternehmen, die einfach als Rotes Boot und Blaues Boot bezeichnet werden, vom Anleger nördlich der Neuen Festung. Nach Sarandë, Parga, Syvota und Paxos gelangt man im Sommer auch über touristische Tagesausflüge von Korfu-Stadt und teils Lefkimmi.
Ein Yachthafen befindet sich in Gouvia, etwa sieben Kilometer nördlich von Korfu-Stadt entfernt. Dort können an Schwimm- und festen Stegen bis zu 1.000 Boote mit bis zu 80 m Länge und 6 m Tiefgang anlegen. Die Liegeplätze nehmen Boote auf.

#### Straßenverkehr
Das Straßennetz auf Korfu ist sehr dicht angelegt in unterschiedlichen Ausbaustufen. Insbesondere abseits der Hauptverkehrsstrecken liegende asphaltierte Straßen weisen einen teilweise schlechten Erhaltungszustand auf (Stand 2017). Eine Autobahn oder ein autobahnähnliches Straßennetz existieren nicht. Im Bereich der Inselhauptstadt Korfu-Stadt sind die Ausfallstraßen Richtung Norden und Westen vierspurig, jedoch nicht kreuzungsfrei ausgebaut.
Es gibt zwei Busunternehmen: Corfu City Bus bedient die Linien innerhalb von Korfu-Stadt, während die Green Buses von ihrem Umsteigepunkt nördlich des Flughafens das Umland und griechische Festland anbinden.

### Gesundheitswesen
Zwei Krankenhäuser befinden sich auf der Insel, eines in Korfu-Stadt, das andere, von deutschen Architekten entworfene, bei Gouvia.

### Sport
Cricket wurde Anfang des 19. Jahrhunderts auf Korfu eingeführt und ist die wohl älteste moderne Sportart auf der Insel, gespielt wird an der Esplanade in der Hauptstadt Korfu.
Der einzige Golfplatz (18-Loch par 72-Parcours) der Insel wurde von dem bekannten Golfplatzarchitekten Donald Leslie Harradine entworfen und befindet sich im Ropa-Valley 17 Kilometer westlich der Hauptstadt.
AO Kerkyra ist der korfiotische Fußballverein.

## Verwaltung
Einst war Stadt Korfu die Hauptstadt der Republik der Ionischen Inseln. Mit Beitritt zum Königreich Griechenland wurden weitreichende Kompetenzen nach Athen übertragen. Erst nach 1982 wurden erneut Kompetenzen auf Regionen übertragen.
Es ist deshalb für die griechischen Ortsverwaltungen noch relativ schwer, mit den neu übertragenen Aufgaben (wie beispielsweise Bau und Verwaltung von Kindergärten, der Wasserversorgung oder der Müllbeseitigung und deren Finanzierung) zurechtzukommen. Viele Bereiche der kommunalen Verwaltungen werden bereits heute durch europaweit gültige Gesetze geregelt. Die Katasterämter in Griechenland sind zurzeit im Aufbau und existieren bisher nur in einigen Gegenden, so beispielsweise auf Kos, Korfu und in einigen Bezirken in Athen.
Die beiden Finanzämter der Insel übernehmen Aufgaben, die in Deutschland von Finanzamt und Stadtverwaltung getrennt wahrgenommen werden. Zu den Zuständigkeiten des Amtes (griechisch Δ.Ο.Υ.) gehören unter anderem:
- Ausgabe einer Steuernummer
- Bearbeitung einer Gewerbeanmeldung
- Bescheinigung, dass man dem griechischen Staat keine Steuern schuldet; dies ist die Voraussetzung dafür, in Griechenland ein Auto zuzulassen oder eine Immobilie erwerben zu können.

## Persönlichkeiten

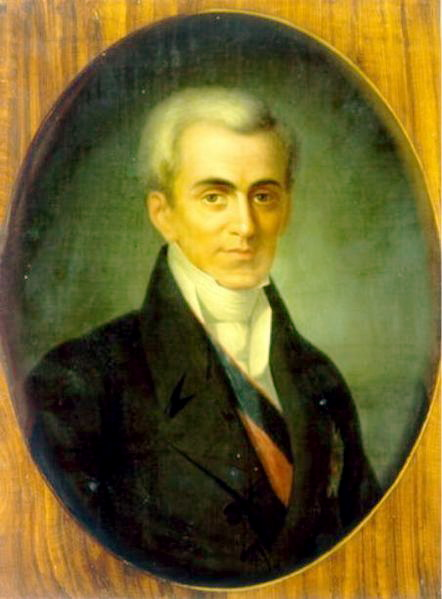
Ioannis Kapodistrias

- Francesco Lismanini (~ 1504–1566), calvinistischer Reformator in Polen
- Matthaeus Devarius (ca. 1505–1581), griechischer Philologe
- Matthias Johann von der Schulenburg (1661–1747), Feldmarschall der Republik Venedig, verteidigte Korfu erfolgreich gegen das Osmanische Reich
- Ioannis Kapodistrias (1776–1831), Diplomat, Politiker, das erste Staatsoberhaupt Griechenlands
- Nikolaos Mantzaros (1795–1872), griechischer Komponist und Musikpädagoge
- Dionysios Solomos (1798–1857), griechischer Adliger und Dichter
- Frederick Hankey (1821–1882), britischer Bibliophiler und Sammler erotischer und pornographischer Literatur
- Elisabeth Amalie Eugenie (1837–1898), 1888–1896 Herzogin in Bayern, 1854 Kaiserin von Österreich, Apostolische Königin von Ungarn; siehe auch: Das Achilleion auf Korfu.
- Spyros Samaras (1861–1917), griechischer Komponist und Schöpfer der Olympischen Hymne
- Albert Cohen (1895–1981), französisch-schweizerischer Schriftsteller
- Achille Aperghis (1909–1986), Bildhauer
- Jean Focas (1909–1969), franko-griechischer Astronom
- Lawrence Durrell (1912–1990), anglo-irischer Schriftsteller, lebte einige Jahre auf Korfu
- Philip Mountbatten, Duke of Edinburgh (1921–2021), Prinzgemahl der britischen Königin Elisabeth II.
- Gerald Durrell (1925–1995), anglo-irischer Zoologe und Autor, lebte einige Jahre auf Korfu
- Vicky Leandros, deutsch-griechische Sängerin und Politikerin
- Sakis Rouvas (* 1972), griechischer Sänger und Moderator

### Flora und Fauna
- Marie Stille, Ioannis Gasteratos, Bo Stille: Larger mammals of Corfu, Ionian Islands, Greece – status and potential threats, in: Russian Journal of Theriology 20 (2021), 204–214 (online, PDF).
- Marie Stille, Ioannis Gasteratos, Bo Stille: Alien and invasive terrestrial vertebrate species on Corfu, Ionian Islands, Greece, in: Journal of Vertebrate Biology 70(1), 20126.1-13, (17 March 2021, online).
- Zoltán Csabai, Andor Lökkös, Zsuzsanna Pap, Arnold Móra: Aquatic beetle fauna of Greek holiday islands (Rhodes, Crete and Corfu). (Coleoptera, Hydradephaga, Hydrophiloidea, Hydraenidae), in: Spixiana 40 (2017), 41–60 (online, PDF).

### Geschichte
- Selene E. Psoma: Corcyra: a city at the edge of two Greek worlds. (Meletemata, 83). 2 Bände. Brepols, Turnhout 2022. – Rezension von Paola Merciai, Bryn Mawr Classical Review 2024.05.19.
- Ruthy Gertwagen: Corfu and its port in the Venetian policy in the Eastern Mediterranean in the Late Medieval and Early Modern Period (14th and 15th centuries), in: International Journal of Maritime History 19 (2007), 181–210 (academia.edu).
- Nadia Zeldes: Jewish settlement in Corfu in the aftermath of the expulsions from Spain and southern Italy, 1492–1541, in: Mediterranean Historical Review 27 (2012), 175–188.
- Gerassimos Pagratis: Jews in Corfu’s economy (from the late fifteenth to mid-sixteenth century), in: Mediterranean Historical Review 27 (2012), 189–198.
- Diana Siebert: Aller Herren Außenposten. Korfu von 1797 bis 1944. Köln 2016, ISBN 978-3-00-052502-5.

### Reiseliteratur
- Lawrence Durrell: Schwarze Oliven. Korfu, Insel der Phäaken. Rowohlt, Reinbek bei Hamburg 2005, ISBN 3-499-11102-0 (Originaltitel: Prospero’s cell. Übersetzt von Peter Bermbach, Herbert Zand, Ein Reisebericht von 1937).
- Mike Gerrard, Donna Dailey, Rebecca Snelling: Korfu. Magazin, Infos & Tipps, Touren, Reiseatlas. In: National Geographic Spirallo. 2., aktualisierte Auflage. MairDumont, Ostfildern 2009, ISBN 978-3-8297-3259-8 (Originaltitel: Corfu. Übersetzt von Joachim Nagel, Dagmar Lutz).